# DeLorean Motor Company
Die DeLorean Motor Company (DMC) war ein Projekt des ehemaligen General-Motors-Vizepräsidenten John DeLorean mit dem Ziel, Sportwagen herzustellen. DMC wurde 1975 gegründet, 1981 begann im nordirischen Dunmurry die Serienfertigung eines Modells mit einer Karosserie aus rostfreiem Stahl.
Die von Giorgetto Giugiaro gezeichnete Keilform und der matte Glanz der gebürsteten unlackierten Edelstahlkarosserie des Flügeltürers ließen das einzige Modell DeLorean DMC-12 modern und einzigartig erscheinen. Die Produktion musste allerdings nach 21 Monaten und etwa 9000 hergestellten Fahrzeugen eingestellt werden.

## Geschichte

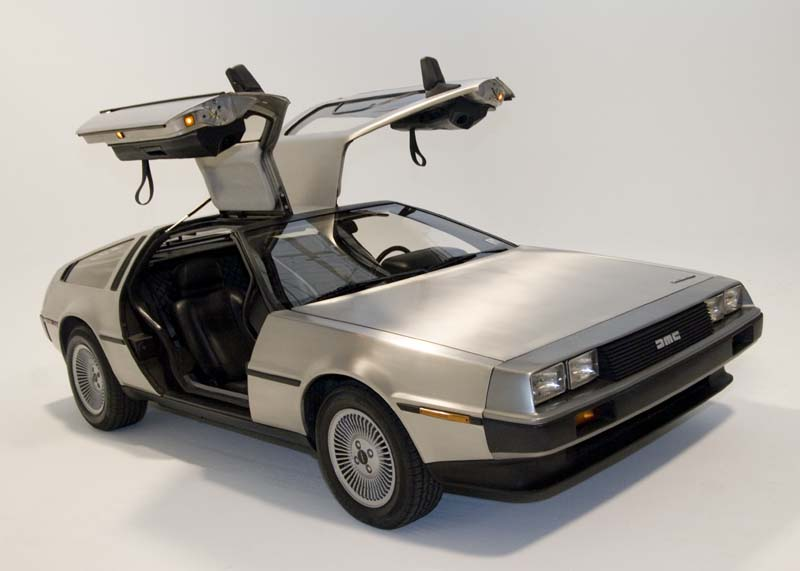
DeLorean DMC-12

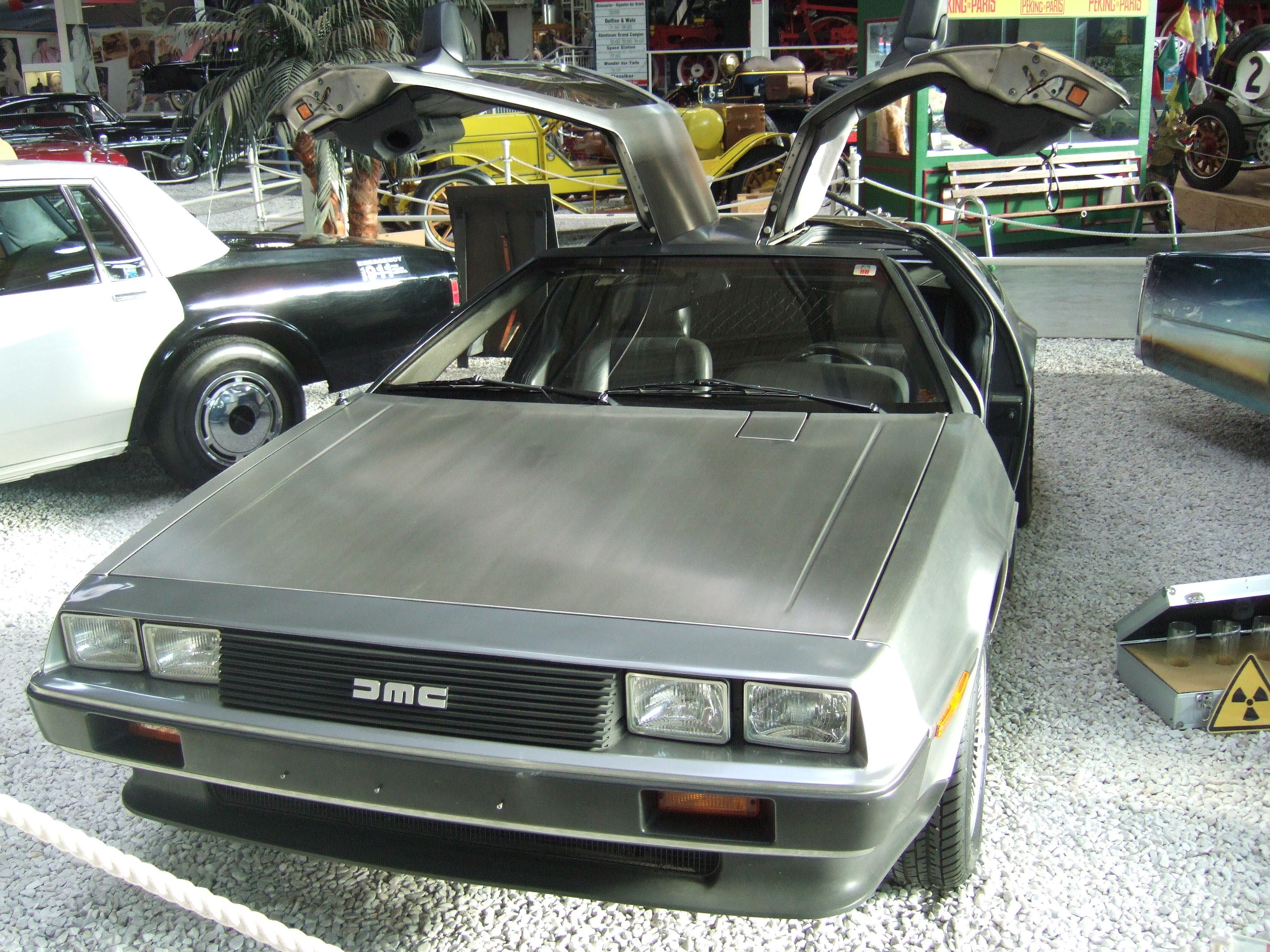
DeLorean im Auto- und Technikmuseum Sinsheim

Um die Produktionskosten niedriger zu halten, als in den USA möglich, entschloss sich DeLorean, seine Fabrik in einem Land mit möglichst hoher Arbeitslosigkeit zu bauen, um von dessen Regierung Förderungen zu erhalten. So fiel die Wahl auf das damalige Krisengebiet Dunmurry in Nordirland; dafür hatte ihm die Labour-Regierung Ende der 1970er Jahre nach Vertragsabschluss die Summe von mehr als 100 Millionen Pfund gezahlt und diverse steuerliche Vergünstigungen gewährt. Im Gebiet West-Belfast war die Arbeitslosenquote damals hoch, und die britische Regierung versprach sich von der Schaffung von mehr als 2000 neuen Arbeitsplätzen, dass die Sympathie sinke, die die IRA in der Bevölkerung hatte.
Das in Dunmurry gefertigte Modell DMC-12 verkaufte sich anfangs gut. Bereits vor Produktionsstart lagen über 20.000 Bestellungen vor. Auch wenn der Verkaufspreis mehr als das Doppelte der zunächst geplanten 12.000 US-Dollar (daher der Name DMC-12 = 12.000 Dollar) betrug, war die Nachfrage hoch. In den Vereinigten Staaten, dem Hauptmarkt, wurde das Fahrzeug bei Verkaufsstart für annähernd 25.000 Dollar angeboten. Der Listenpreis eines Porsche 911 lag nur unwesentlich höher. Dabei rechtfertigten weder Fahrleistungen noch die Verarbeitungsqualität der Fahrzeuge diesen Preis. Dennoch hatte die DMC im ersten Halbjahr nach Produktionsbeginn im Frühjahr 1981 knapp 26,5 Millionen Dollar eingenommen und schien mit einem attraktiven Produkt auf einem guten Weg zu sein, die Verbindlichkeiten gegenüber Investoren, zu denen unter anderem Johnny Carson und Sammy Davis, Jr. gehörten, sowie der britischen Regierung abzulösen.
Doch dann erlebte die Automobilindustrie in den Jahren 1980/81 eine der größten internationalen Krisen seit über 50 Jahren (siehe Ölkrise 1979). Die Absatzzahlen im Hauptmarkt von DeLorean, den USA, sanken rapide – von 12 auf unter 6 Millionen Pkw pro Jahr. Besonders stark brach der Markt für Sportwagen und Luxusautos ein. Auch etablierte Hersteller wie Porsche oder Ferrari, die stark vom amerikanischen Markt und dem damals starken US-Dollar abhängig waren, wurden hart getroffen.
Die junge Firma DeLorean hatte ihr gesamtes verfügbares Kapital investiert und konnte noch keine Rücklagen bilden. Aufgrund der anfänglich hohen Nachfrage nach dem DMC-12 hatte das Unternehmen die Produktionszahlen nahezu verdoppelt. Nun stand es unvorbereitet einem drastisch rückläufigen Absatz gegenüber. In dieser von John DeLorean nicht vorhergesehenen Situation wurden DMC-12 auf Halde produziert – in der Hoffnung, bei einem Wiederanziehen der Nachfrage in den USA schnell liefern zu können.
Die Krise auf dem Automobilmarkt, der unverhältnismäßig hohe Preis des DMC-12, teilweise eklatante Qualitätsmängel – die teure Nachbesserungen über die Händler erforderten – sowie die kostspielige Flügeltürkonstruktion verschärften die finanzielle Lage der DeLorean Motor Company zusätzlich. Gleichzeitig sah sich John DeLorean einer neuen politischen Situation in Großbritannien gegenüber: 1979 war die Konservative Partei an die Macht gekommen, und Premierministerin Margaret Thatcher musste mit ansehen, wie sich das von der Vorgängerregierung initiierte Modellprojekt „DMC“ allmählich zu einem politisch wie finanziell außer Kontrolle geratenen Desaster entwickelte.
Dennoch blieb John DeLorean keine andere Wahl, als seinen größten Geldgeber, die britische Regierung, erneut um eine Kreditaufstockung zu bitten. Diese stellte nochmals 30 Millionen Pfund zur Verfügung. Am 19. Februar 1982 wurde die DeLorean Motor Company unter Insolvenzverwaltung gestellt. Am 24. Mai 1982 gaben die Insolvenzverwalter bekannt, dass die Produktion im Werk in Dunmurry eingestellt werde und der Großteil der rund 1.500 Mitarbeiter entlassen werden müsse, da zu viele Fahrzeuge sowohl in den USA als auch in Dunmurry auf Halde standen und zunächst verkauft werden müssten.
Ende Juli 1982 wurde die Produktion mit einer kleineren Belegschaft wieder aufgenommen, um aus vorhandenen Fahrzeugteilen noch einige Fahrzeuge fertigzustellen. Doch am 20. Oktober 1982 eröffnete die britische Regierung das offizielle Konkursverfahren gegen die DeLorean Motor Company. Das New Yorker Büro von DMC wurde in der ersten Novemberwoche 1982 geschlossen. Die Fahrzeugproduktion in Dunmurry wurde am 24. Dezember 1982 endgültig eingestellt. Die Firma wurde im Februar 1983 liquidiert.
Insgesamt wurden ca. 9000 DMC-12 gefertigt; die Fahrzeuge, die nach dem Ende der DeLorean Motor Company noch nicht abgesetzt waren, wurden als Paket an den damaligen Vertragspartner Consolidated International verkauft. Der Firmengründer John DeLorean starb im Jahr 2005.

## Versuch der Neuauflage
Ein texanischer Investor hat den Firmenmantel mittlerweile übernommen und bietet nun in Humble, Texas, DeLorean-Fahrzeuge „remanufactured“ an, die einen tiefgehenden Revisions- und Restaurationsprozess durchlaufen haben. Dabei sollen alle wesentlichen Schwachstellen des DMC-12 korrigiert worden sein.
Im Oktober 2011 verkündete die (neue) DeLorean Motor Company die Produktion von elektrischen DeLoreans ab 2013, der Verkaufspreis sollte bei 90.000 Dollar liegen.
Am 13. Februar 2022, zum 40 Jahrestag des DMC-12, veröffentlichte DMC auf YouTube ein 15 Sekunden kurzes Video mit einer silhouettenartigen Darstellung des rein elektrisch betriebenen DeLorean EVolved. Der Slogan zum Fahrzeug lautet dort: The Future was Never Promised. Der offizielle Fahrzeugname wurde bei dessen Präsentation am 30. Mai 2022 bekanntgegeben: DeLorean Alpha5. Stand Februar 2025 sind keine ernsthaften Absichten des Unternehmens erkennbar.

## Planungen für weitere DeLorean-Modelle
Parallel zur Entwicklung des DMC-12 machte sich John DeLorean bereits Gedanken über eine Ausweitung seiner Produktpalette. Mehrere Ideen wurden durchgespielt, und drei von ihnen erreichten das Stadium ernsthafter Planungen. Mit der Schließung des Werks scheiterten aber auch sie.

### DeLorean Medusa

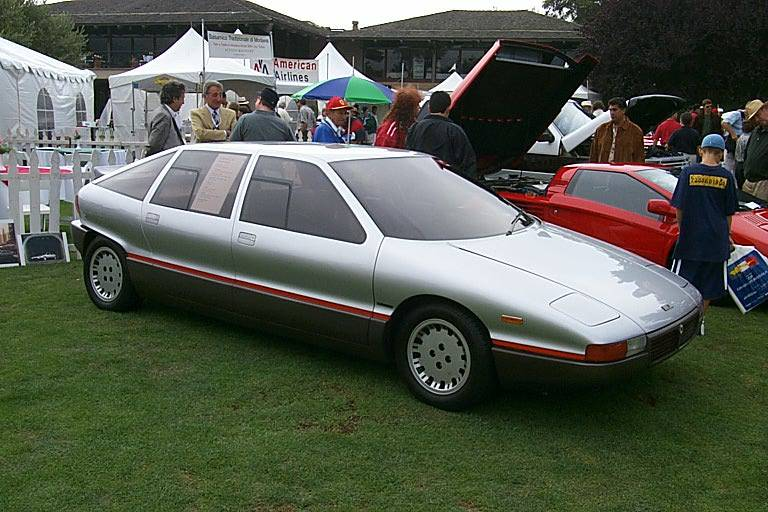
Konzeptionelles Vorbild: Lancia Medusa

Als DeLorean Medusa wird die Konzeption einer viersitzigen Limousine mit Flügeltüren bezeichnet. Grundlage hierfür war eine Studie von Italdesign, die Giugiaro auf dem Turiner Autosalon 1980 erstmals der Öffentlichkeit unter dem Namen Lancia Medusa präsentiert hatte. Mit der Studie hatte Ital Design zeigen wollen, dass optimale Aerodynamik und der Raumkomfort einer großen Limousine miteinander vereinbar waren. Der Medusa hatte einen Luftwiderstandsbeiwert von nur 0,263 und ging damit als das bislang aerodynamischste Fahrzeug in die Geschichte ein. Technisch basierte das Auto auf der Plattform des Lancia Beta Montecarlo, war also als Mittelmotor-Fahrzeug ausgelegt. Entgegen anderslautenden Berichten hatte der Lancia Medusa keine Flügeltüren, sondern vier reguläre, vorn angeschlagene Türen.
Das Mittelmotorkonzept dürfte der wesentliche Grund dafür gewesen sein, dass sich John DeLorean für den Lancia Medusa von Giugiaro interessierte. Im Laufe des Jahres 1981 gab es wiederholt Gespräche zwischen DeLorean und Giugiaro über die Aufnahme einer Produktion des Medusa, und Giugiaro erstellte auf DeLoreans Wunsch hin mehrere Skizzen, auf denen ein Medusa zu sehen war, dessen Frontpartie der des DMC-12 angepasst war. Giugiaro stellte darüber hinaus auch Überlegungen an, den Medusa jedenfalls vorne mit Flügeltüren auszustatten. Auch hier blieb es allerdings bei Skizzen; entsprechende Umbaumaßnahmen am Medusa-Ausstellungsfahrzeug wurden nicht vorgenommen.
Im September 1981 waren die Gespräche so weit fortgeschritten, dass DeLorean in einem Gespräch mit Giugiaro eine Produktionsaufnahme im Jahr 1984 in Aussicht stellte und dabei von einer jährlichen Produktion von 10.000 Exemplaren ausging.
Angesichts der Krise des Unternehmens Anfang 1982 wurde die Konzeption des Medusa nicht weiterverfolgt.

### DeLorean TR 8
Nach der Eröffnung des Konkursverfahrens 1982 wurden Überlegungen angestellt, das DeLorean-Werk in Dunmurry auszulasten. Es schien klar, dass dies allein mit dem DMC-12 nicht realisierbar war. Die Konkursverwalter kamen daher auf die Idee, ein kleineres, preiswerteres Modell neben dem DMC-12 herzustellen. Die Wahl fiel auf den Triumph TR7, dessen Produktion British Leyland ein Jahr zuvor eingestellt hatte. Die Konkursverwalter verhandelten im Frühjahr 1982 mit Leyland über eine Übernahme der Rechte und aller Produktionsanlagen des TR7; der Wagen sollte dann mit geringfügigen optischen Änderungen in Dunmurry als DeLorean hergestellt und verkauft werden. Nach britischen Presseberichten war das Leyland-Management mit dem Vorschlag einverstanden; letzten Endes scheiterten diese Überlegungen aber im Herbst 1982 angesichts der Verhaftung John DeLoreans.

### DeLorean DMC-80
Unter der Bezeichnung DMC-80 bestanden Ende der 1970er Pläne, den durch die Fahrzeugwerkstätten Falkenried gebauten Versuchsträger S80 des VÖV-Standard-Linienbusses der zweiten Generation für den US-amerikanischen Markt in Lizenz zu fertigen, wobei eine Beteiligung am Transbus-Programm der Urban Mass Transit Administration, welches die Entwicklung von modernen Stadtbussen beinhaltete, vorgesehen war. Vorgesehen war ein Solobus mit einer Kapazität von mindestens 46 Sitzplätzen und einen wassergekühlten Heckmotor, welcher von MAN oder Mercedes-Benz geliefert werden sollte, wobei Leistungen von 200 und 240 PS vorgesehen waren, wobei sowohl Varianten mit Synchron- und Automatikgetriebe sowie Varianten mit und ohne Retarder vorgesehen waren. Zusätzlich war eine Gelenkbusvariante mit der Bezeichnung DMC-80A vorgesehen. Die Fertigung der Busse war in den USA vorgesehen, wobei angedacht war, die erforderliche Produktionsstätte in South Bronx, Staten Island oder Miami anzusiedeln, wobei der Standort in South Bronx bevorzugt wurde. Die Umsetzung des Projektes scheiterte an der Einstellung des Transbus-Programms und an der Insolvenz von DMC.

## Film

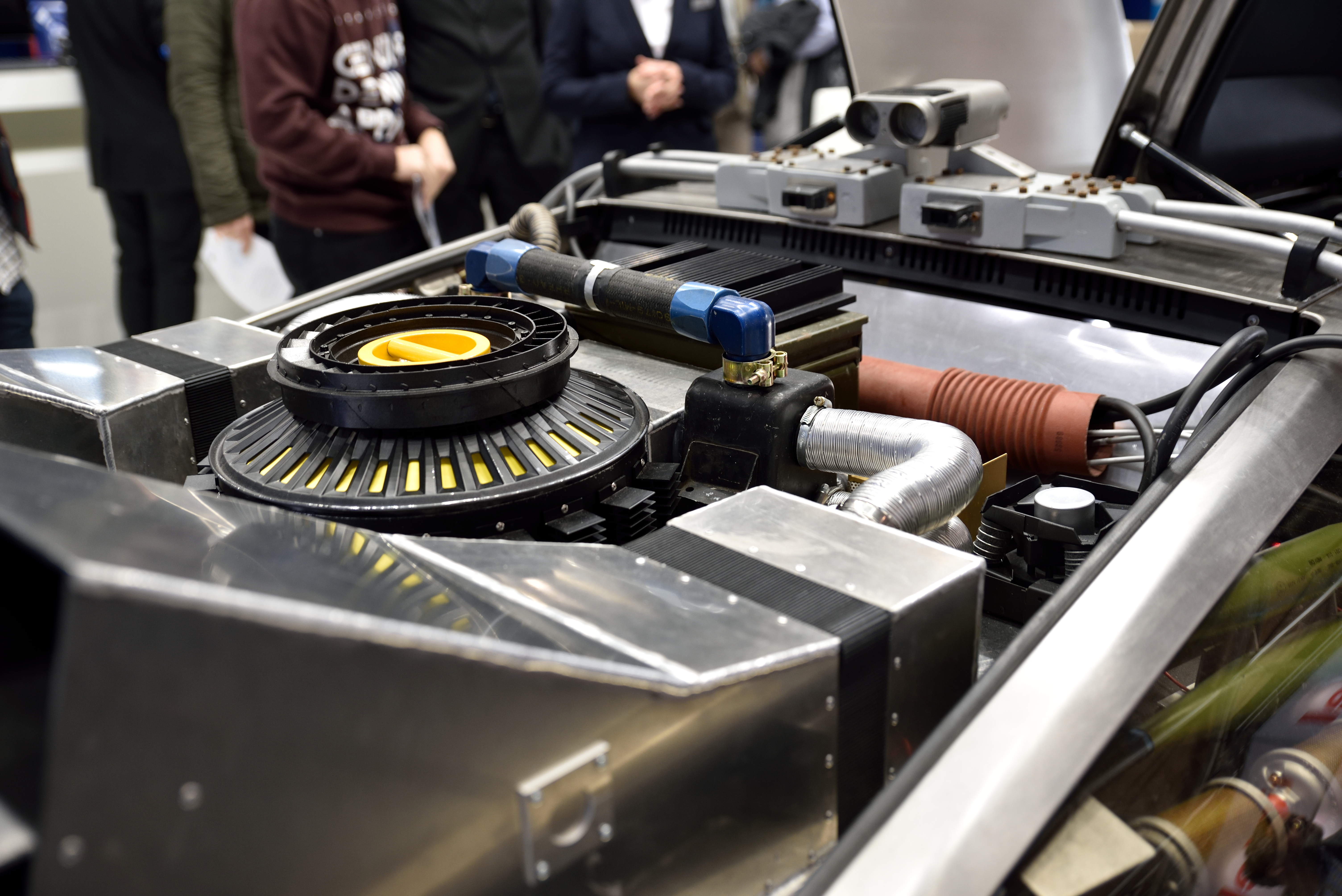
Der Antrieb des DeLorean DMC-12 in der Filmreihe Zurück in die Zukunft

In der Filmreihe Zurück in die Zukunft (drei Teile von 1985 bis 1990) ist ein DeLorean DMC-12 Teil der Zeitmaschine.
Im Spielfilm Driven aus dem Jahr 2018 wurde die Firmen- und Konkursgeschichte mitverarbeitet.